# Fort Noordam
Fort Noordam was een fort dat zich bevond in Zevenbergen.
Het onregelmatig vijfhoekige fort lag daar waar de Zevenbergse Haven uitmondde in de Roode Vaart. De fortresse en schanse Noortdam werd aangelegd in 1576, teneinde de haven en het eiland van Zevenbergen te verdedigen tegen de Spaanse troepen. Het fort stond onder bevel van de gouverneur van Willemstad.
In 1590 wordt het fort aangevallen door het Spaanse leger en verdedigd door de mannen van Matthijs Helt.
In 1628 was het fort reeds in vervallen staat, en in de loop van de 18e eeuw is het verdwenen.

## Externe bron
- Vestingen bij Willemstad